# Плиса (Смолевичский район)
Плиса́ (бел. Пліса) — деревня в Плисском сельсовете Смолевичском районе Минской области Белоруссии. В 1924—2013 годах административный центр Плисского сельсовета. Располагается на берегу одноимённой реки, в 10 километрах восточнее Смолевичей и 47 километрах от Минска. В деревне расположена железнодорожная станция Красное Знамя на линии Минск — Орша.

## История
Впервые упоминается в XVI веке, как село во владении Радзивиллов в составе имения Смолевичи. В 1586 году в селе насчитывался 41 двор и 40 волок земли, имелся хозяйский двор. По инвентарям 1588 года насчитывалось 37 дворов в составе Смолевичской волости Минского повета Минского воеводства Великого княжества Литовского. В 1640 году в селе имелась корчма. В 1621 году насчитывалось 67 дворов, в 1643 году — уже 105 дворов. В 1655 году насчитывалось 40 жилых дворов, 57 дворов были заброшены. В 1670 году в деревне работала мельница. В 1713 году насчитывалось 13 дворов, в пользовании у крестьян находилось 40 волок земли, две лошади, 5 быков. В 1781 году насчитывалось 32 двора, проживали около 200 жителей.
После второго раздела Речи Посполитой (1793) в составе Российской империи, с 1795 года в составе Борисовского уезда Минской губернии. В 1800 году насчитывалось 30 дворов и 239 жителей, действовала деревянная униатская часовня (построена в 1797 году), мельница, железный завод, деревня являлась владением Доминика Радзивилла. В 1859 году была открыта церковно-приходская школа, в 1886 году открыта школа грамоты, в которой в 1890 году обучались 15 мальчиков и 6 девочек. Согласно с уставной грамоты 1862 года село находилось во владении Л. П. Витгенштейна, насчитывалось 216 жителей и 40 дворов. В 1870 году деревни Плиса (180 жителей) и Малая Плиса (37 селян) входили в состав Плисской крестьянской общины. Вместе с жителями деревни Верх-Озеро община насчитывала 233 души. В начале 1870-х годов через Плису прошла железная дорога (участок Минск — Борисов) и основан железнодорожный разъезд (с 1940 года — станция). Согласно с результатами первой всероссийской переписи населения в селе действовало 98 дворов, проживали 744 жителя, действовала православная церковь Рождества Богородицы, хлебозапасный магазин, кузница, магазин, церковно-приходская школа. В начале XX века в селе Великая (Большая) Плиса насчитывалось 76 дворов, проживали 632 жителя; в деревне Малая Плиса насчитывалось 26 дворов, проживал 191 житель. В 1905 году прошли крестьянские волнения, участники которых сожгли мельницу землевладельца фон Гельмерсена.
После Октябрьской революции была открыта рабочая школа I ступени, в которой в 1926 году было около 150 учеников (из них 63 девочки), работали два преподавателя. С февраля по декабрь 1918 года деревня была оккупирована войсками кайзеровской Германии, с августа 1919 до июля 1920 года — польскими войсками. С 1919 года деревня находится в составе Белорусской ССР, с 20 августа 1924 года — административный центр Плисского сельсовета Смолевичского района Минского округа (до 26 июля 1930 года), с 20 февраля 1938 года в составе Минской области. В 1924 году насчитывалось 90 дворов, 544 жителя, в Малой Плисе — 41 двор, 274 жителя (вместе с деревней Журавщина). В 1925 году был открыт пункт по ликвидации неграмотности среди взрослых, работала изба-читальня. Согласно результатов переписи 1926 года в селе Великая Плиса насчитывалось 104 двора, проживали 508 жителей. В начале 1930-х годов был создан колхоз «Вперёд» (в 1932 году объединял  32 сельских хозяйства), работали мельница и кузница. В советско-финскую войну 1939—1940 годов на фронте погиб один житель деревни.
Во время Великой Отечественной войны деревня была оккупирована немецко-фашистскими захватчиками с конца июня 1941 года до 2 июля 1944 года. 27 июня 1941 года в окрестностях деревни вели оборонительные бои с захватчиками бойцы зенитного артиллерийского дивизиона во главе с лейтенантом С. Копцевым. Для увековечивания подвига бойцов в 1975 году на станции Красное Знамя установлена мемориальная доска. Во время войны здесь действовала подпольная комсомольско-молодёжная организация (руководитель А. С. Савицкий), часть которой влилась в партизанскую бригаду «Разгром». На фронтах войны и в партизанской борьбе погибли 63 жителя деревни.
Согласно переписи населения 1959 года в деревне проживали 664 жителя, в сельсовете — 5219 жителей. С 25 декабря 1962 года в Минском районе, с 6 января 1965 года снова в Смолевичском районе. С 1981 года деревня Великая Плиса была переименована в Плису, соответственно Великоплисский сельсовет был переименован в Плисский. В 1988 году насчитывалось 180 хозяйств, проживали 640 жителей, деревня являлась центром колхоза «Дружба», действовал ветеринарный участок, средняя школа, при которой работал музей, столовая, библиотека, детский сад, отделение связи, дом быта, аптека, музыкальная школа, магазин. 
В 1996 году насчитывалось 163 придомовых хозяйства, проживали 349 жителей. По состоянию на 2013 год в деревне действует продовольственный магазин. 28 октября 2013 года деревня утратила свой статус административного центра сельсовета, Совет депутатов и исполнительный комитет перенесены в соседнюю деревню Заречье (в 2020 — в посёлок Октябрьский).

## Население
| Численность населения (по годам) | Численность населения (по годам) | Численность населения (по годам) | Численность населения (по годам) | Численность населения (по годам) | Численность населения (по годам) | Численность населения (по годам) | Численность населения (по годам) | Численность населения (по годам) | Численность населения (по годам) | Численность населения (по годам) | Численность населения (по годам) |
| 1781                             | 1800                             | 1862                             | 1870                             | 1897                             | 1909                             | 1924                             | 1926                             | 1959                             | 1988                             | 1996                             | 1999                             |
| -------------------------------- | -------------------------------- | -------------------------------- | -------------------------------- | -------------------------------- | -------------------------------- | -------------------------------- | -------------------------------- | -------------------------------- | -------------------------------- | -------------------------------- | -------------------------------- |
| 200                              | ↗239                             | ↘216                             | ↘180                             | ↗744                             | ↘632                             | ↘544                             | ↘508                             | ↗664                             | ↘640                             | ↘349                             | ↗366                             |
| 2000                             | 2009                             | 2013                             | 2019                             |                                  |                                  |                                  |                                  |                                  |                                  |                                  |                                  |
| ↘356                             | ↘316                             | ↘300                             | ↗303                             |                                  |                                  |                                  |                                  |                                  |                                  |                                  |                                  |

## Достопримечательности
- Братская могила подпольщиков, расположенная на сельском кладбище. Погребены члены подпольной антифашистской группы, действующей в 1941—1944 годах в посёлке Черницкий на торфпредприятии «Красное Знамя». Участники группы А. П. Коревко, А. Я. Ковриком и Г. Терещенко были расстреляны немецко-фашистскими захватчиками 8 января 1943 года. В 1975 году на могиле был возведён обелиск[10].
- Братская могила партизан, расположенная  на южной окраине деревни, на кладбище. В братской могиле похоронены три партизана, которые погибли в 1944 году в боях против немецко-фашистских захватчиков. В 1950 году на могиле был поставлен обелиск.
- Братская могила советских воинов и партизан, расположенная в центре деревни, возле железнодорожной станции Красное Знамя. В могиле погребены 87 воинов и партизан, которые погибли в сражениях против гитлеровцев в 1941—1944 годах. Среди похороненных — воины зенитного артиллерийского дивизиона, погибшие в 1941 года. В 1961 году был поставлен обелиск.
- Мемориальная доска подпольщикам, на бывшем здании сельского Совета депутатов, была установлена в 1975 году[11][12][13].
- Мемориальная доска советским воинам на здании вокзала станции Красное Знамя, установлена в 1975 году. В начале Великой Отечественной войны в районе д. Плиса бойцы зенитного артиллерийского дивизиона во главе с лейтенантом С. П. Коптевым вели 27 июня 1941 года жестокий бой с воздушным десантом противника. Погибли лейтенант С. П. Коптев и несколько бойцов дивизиона, погребены возле железнодорожной станции в братской могиле[14].
- Церковь Рождества Богородицы (1905).

## Известные уроженцы
- А. Ф. Апорович[бел.] (род. 28 февраля 1922 года) — советский и белорусский учёный в области радиоэлектроники, доктор технических наук (1965), профессор (1966). Участник Великой Отечественной войны[15][16].
- В. В. Кулинчик (1928—2005) — токарь-расточник Белорусского автомобильного завода. Герой Социалистического Труда (1966).